# N’existe pas!
N'existe pas! – album studyjny australijskiego muzyka i poety Daevida Allena, wydany w 1979 roku nakładem Charly Records.

## Lista utworów
Opracowano na podstawie materiału źródłowego.
Wydanie LP:
Strona A
| Nr | Tytuł utworu                                | Muzyka       | Długość |
| -- | ------------------------------------------- | ------------ | ------- |
| 1. | „Professor Sharpstrings Says”               | Daevid Allen | 0:21    |
| 2. | „The Freedom of the City in a Suitable Box” | Daevid Allen | 3:57    |
| 3. | „They Say They Say”                         | Daevid Allen | 2:29    |
| 4. | „Something Tells Me”                        | Daevid Allen | 3:22    |
| 5. | „It's a Fine Air for Fliss”                 | Daevid Allen | 3:36    |
| 6. | „But It's Really Not Real”                  | Daevid Allen | 3:19    |
| 7. | „Because Bar Room Philosophers”             | Daevid Allen | 2:30    |
| 8. | „333”                                       | Daevid Allen | 4:09    |
|    |                                             |              | 23:43   |

Strona B
| Nr | Tytuł utworu                                          | Muzyka       | Długość |
| -- | ----------------------------------------------------- | ------------ | ------- |
| 1. | „No Other Than the Mother is My Song”                 | Daevid Allen | 3:39    |
| 2. | „Theme from Hashish to Ashes”                         | Daevid Allen | 1:55    |
| 3. | „The Turkeybirds Breakfart”                           | Daevid Allen | 2:08    |
| 4. | „Rajneesh with Thanks”                                | Daevid Allen | 0:30    |
| 5. | „Non God Will Not Go on or the Wrong Way to Be Right” | Daevid Allen | 11:20   |
| 6. | „O Man You”                                           | Daevid Allen | 2:19    |
|    |                                                       |              | 21:51   |

## Twórcy
Opracowano na podstawie materiału źródłowego.
Muzycy:
- Daevid Allen (alias "Divided Alien") – śpiew, gitara
- George Bishop - saksofon, klarnet
- Chris Cutler – instrumenty perkusyjne
- Pepe Milan (alias "Pepsi Milan") – gitara akustyczna
- Angel Aduana – banjo
- Ronald Walthen – dudy
- Brian Damage – perkusja (A1-A8, B1-B4, B6)
- Rodney Dust – perkusja (B5)
- Ronald Dust – perkusja (B5)

Produkcja:
- Daevid Allen – produkcja muzyczna